# Тайзендорф
Тайзендорф (нім. Teisendorf) — громада в Німеччині, знаходиться в землі Баварія. Підпорядковується адміністративному округу Верхня Баварія. Входить до складу району Берхтесгаден.
Площа — 86,77 км2. Населення становить 9346 ос. (станом на 31 грудня 2020).